# Auggen
Auggen è un comune tedesco di 2 457 abitanti, situato nel land del Baden-Württemberg.